# Schloss Ortenburg

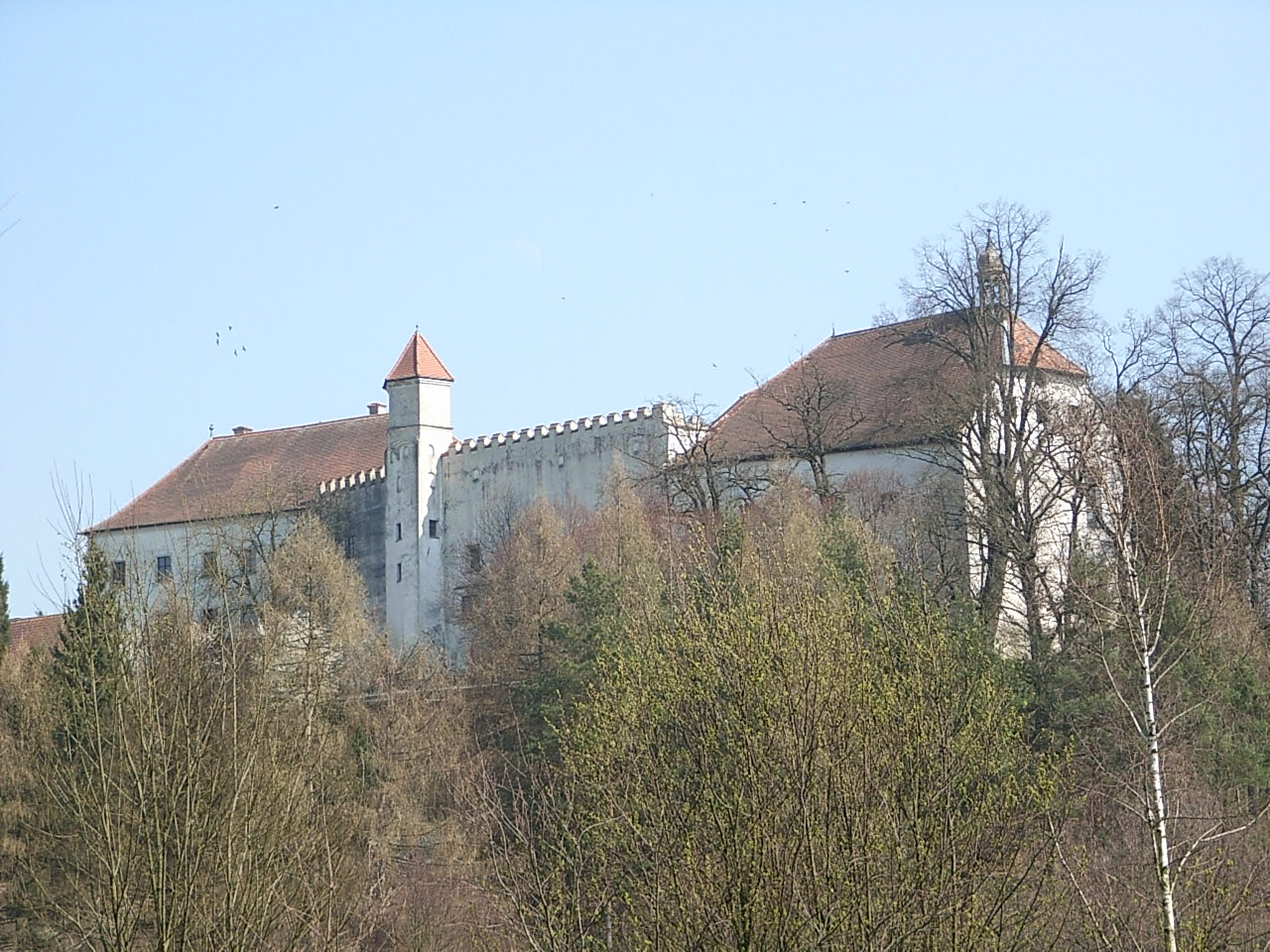
Schloss Ortenburg – Westansicht (März 2007)

Schloss Ortenburg (Alt-Ortenburg, Vorderschloss) ist das namengebende Schloss des Marktes Ortenburg im Landkreis Passau. Von etwa 1120 bis 1805 war es das Residenzschloss der reichsunmittelbaren Grafen von Ortenburg. In seiner heutigen Gestalt spiegelt es den Bauzustand aus den Jahren 1562 bis 1575 wider. Bis auf einige Nebengebäude ist das Schloss bis heute vollständig erhalten. Die Anlage wird als denkmalgeschütztes Baudenkmal unter der Aktennummer D-2-75-138-150 geführt. Ebenso wird sie als Bodendenkmal im Bayernatlas unter der Aktennummer D-2-7445-0041 und der Beschreibung „untertägige mittelalterliche und frühneuzeitliche Befunde und Funde im Bereich der Burg und des späteren Schlosses Alt-Ortenburg ("Vorderschloss")“ genannt.

## Geschichte
Die erste Höhenburg auf einem Hügel über dem Tal der Wolfach aus dem Jahre 1120 wurde von Graf Rapoto I. von Ortenburg errichtet. Sie bildete von nun an das Zentrum der reichsunmittelbaren Ortenburger Grafschaft. Aufgrund der Macht des Ortenburger Hauses kam es Ende des 12. Jahrhunderts und Anfang des 13. Jahrhunderts mehrfach zu Konflikten mit den Nachbarn der Grafschaft.
So wurde die Burg während einer Fehde mit den Grafen von Bogen und den Herzögen von Österreich im Jahre 1192 zerstört. Anschließend wurde die Burg wiedererrichtet. Wann dies allerdings geschah, ist unbekannt, jedoch wird die Burg 1249 mit der Nachbarburg Neu-Ortenburg wieder urkundlich erwähnt.
Die mittelalterliche Burg wurde 1504 im Landshuter Erbfolgekrieg geplündert und fast völlig niedergebrannt. Der amtierende Graf Wolfgang konnte die gebrandschatzte Feste nur notdürftig renovieren und instand setzen. Graf Joachim von Ortenburg, der 1563 die Reformation in seiner reichsunmittelbaren Grafschaft einführte, erbaute zwischen 1562 und 1575 ein neues Schloss. Die Reste der mittelalterlichen Vorburg wurden 1568 abgerissen und wichen den neuen Nebengebäuden und Ställen des Schlosses Der Innenausbau wurde jedoch erst durch die Grafen Friedrich Casimir und Christian vollendet. Friedrich Casimir entwarf 1628 persönlich einen reich ausgestatteten Ahnensaal. Dieser wurde 1697 bei einem Umbau der Vorburg, bei dem die dortige Kapelle wegfiel, zur Kapelle umgewandelt, bei der die Wandausstattung (Ahnengalerie, offener Kamin und Kachelofen in Form eines lebensgroßen Elefanten) – bis auf zwei Prunkportale – entfernt wurde, jedoch die mit Kassetten und dem Familienwappen geschmückte prächtige Renaissance-Holzdecke aus bemaltem Ahornfurnier erhalten blieb. Ein Altarbild mit Kreuzabnahme, eine Kanzel und eine Empore wurden eingefügt. Graf Christian vollendete die restlichen Räume und die prunkvolle Bemalung des Innenhofes.
Das Schloss, der Markt und das Hinterschloss wurden im Jahre 1600 von Graf Joachim nach dessen Tod seiner Witwe verpfändet. Die folgenden Grafen versuchten lange Zeit, die Grafschaft wieder auszulösen. Friedrich Casimir versuchte es im Jahre 1628, jedoch konnte er die geforderte Summe von 25.000 Gulden nicht aufbringen. Seine finanziellen Mittel reichten nur für das Schloss Alt-Ortenburg. Erst Georg Reinhard gelang es im Jahre 1658, auch die restlichen Güter der Reichsgrafschaft auszulösen.
Im Zuge der Mediatisierung tauschten die Grafen 1806 ihre hoch verschuldete Herrschaft über Ortenburg gegen das aus Säkularisationsmitteln stammende ehemalige Klosteramt Tambach. Das bayerische Königreich richtete daraufhin im Ortenburger Schloss ein Rentamt ein. Nachdem jedoch das Schloss Griesbach nach einem Großbrand im Jahre 1818 wieder aufgebaut worden war, zog das Rentamt wieder zurück. Fortan diente das Schloss als Kornspeicher für das Rentamt in Griesbach. Des Weiteren gab es Überlegungen, das Schloss abzubrechen. Aus Sorge, das Wahrzeichen ihres Ortes zu verlieren, wandten sich die Bürger Ortenburgs an das alte Grafengeschlecht. Graf Joseph Carl wandte sich am 17. April 1822 schließlich an die Regierung des Unterdonaukreises, um das Schloss käuflich zu erwerben. Die Verkaufsverhandlungen zogen sich bis zum 30. April 1827 hin. An jenem Tag wurde das Schloss den Grafen als Entschädigung für den Verlust ihrer standesherrlichen Rechte in Tambach übergeben und mit einem Wert von 10.000 Gulden in die Gesamtsumme eingerechnet. Somit erhielt das Grafengeschlecht seine Stammburg zurück. Sie blieb bis 1971 weiterhin in seinem Besitz, ehe sie Alram Graf zu Ortenburg, der Gründer des Wildparks am Schloss, an die Familie Orttenburger verkaufte. Diese ist nicht mit dem Grafengeschlecht verwandt. Ein Jahr später führte Heinrich Orttenburger am Schloss große Renovierungsarbeiten durch.
Seit 1. Mai 2013 war das Schloss im Eigentum der Schloss Ortenburg Immobilien (SOI) GmbH, die wiederum dem Investor Fritz Hofbauer aus Abu Dhabi gehört. Im November 2018 beschloss die Marktgemeinde Ortenburg, das Schloss käuflich zu erwerben. Mit dem 1. Januar 2019 befindet sich die Anlage im Besitz der Gemeinde, welche das Ziel hat, diese umfangreich zu sanieren.
Große Teile des Schlosses sind seither als Museum und Gaststätte zugänglich. Der ehemalige Schlossgarten dient als Wildpark, und auf dem ehemaligen Turnierplatz neben dem Schloss finden Ritterspiele und Konzerte statt.

## Baubeschreibung
Über die mittelalterliche Burg ist nicht viel überliefert. Vor dem Schloss befand sich die damalige Vorburg mit den Wirtschaftsgebäuden, von denen heute nur noch Teile vorhanden sind. Über das Aussehen der aus dem Hochmittelalter stammenden Burg ist nichts bekannt, lediglich aus dem heutigen Baubestand lassen sich noch Schlüsse darauf ziehen. Der Mauerring deckt sich, bedingt durch die beherrschende Lage auf einem Bergsporn über dem Wolfachtal, mit Ausnahme der Nordseite, mit dem unregelmäßigen Umriss des heutigen Schlosses. Das Hauptgebäude, der sogenannte Palas, befand sich an der Ostseite, während die Westseite lediglich eine mit Zinnen bewehrte Mauer mit einem kleinen Wehrturm war. Die leicht angreifbare Nordseite der Burg war durch einen Halsgraben von der Vorburg getrennt. Dieser wurde mithilfe einer Zugbrücke überwunden. Vor der Zugbrücke befand sich eine besonders starke Schildmauer mit dem Bergfried unmittelbar neben dem Tor. Teile der ehemaligen Burg sind bis heute vor allem an der Westseite mit dem kleinen Wehrturm und an den Fundamenten des heutigen Schlosses noch zu sehen.
Das heute noch vorhandene Bauwerk, eine dreigeschossige und unregelmäßige Vierflügelanlage, welche sich um einen trapezförmigen Hof gruppiert, ist das ehemalige Vorderschloss. Die ehemalige Nachbarburg Neu-Ortenburg wurde in den Napoléonischen Kriegen von französischen Truppen zerstört. Die Ruine wurde Ende des 19. Jahrhunderts vollständig abgetragen. Lediglich der Name des Ortes Hinterschloss erinnert an die alte Burganlage. Beide Gebäude waren über ein weit verzweigtes Tunnelsystem miteinander verbunden, welches noch bis in die 1960er Jahre als Abkürzung zwischen den Ortsteilen verwendet wurde. Im Zweiten Weltkrieg dienten diese als Verstecke. In den 70er Jahren wurden die Tunneleingänge verschüttet und das Tunnelnetz für unbenutzbar erklärt.

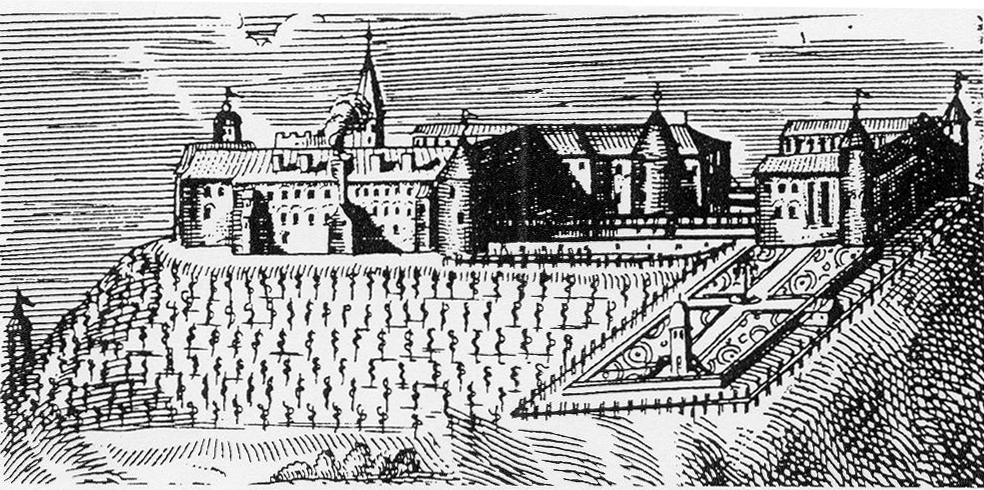
Die älteste Darstellung von Schloss Alt-Ortenburg nach einem Kupferstich um 1650; er zeigt das Schloss mit Vorburg, sowie die früheste Darstellung des Schlossgartens.

Mit dem Bau des heutigen Schlosses wurde 1562 begonnen. Zunächst begannen die Arbeiten am Nordflügel direkt neben dem alten Torbau. Ebenso gingen die Arbeiten am Südflügel voran. Nachdem die Arbeiten daran im Jahre 1567 weit fortgeschritten waren, wurde der Ostflügel, der mittelalterliche Palas, bis auf die Grundmauern abgetragen. Anschließend wurde dieser im Stil der Zeit neu errichtet. Im Jahre 1574 wurde schließlich die alte mittelalterliche Schildmauer samt Bergfried abgerissen, um dem weiteren Ausbau des Nordtraktes mehr Raum zu verschaffen. Ebenso wurde dabei der Burghof verkleinert. Ziel war es, den Nordflügel so zu erweitern, dass Raum für einen großen repräsentativen Saal war. Der mittelalterliche Brunnen wurde jedoch belassen. Gleichzeitig wurde an der Westmauer ein weiterer Wohntrakt für das Personal und die Hofverwaltung errichtet. Im Südflügel wurde ein zweiter Saal für festliche Anlässe untergebracht. Im Jahre 1575 wurden mit dem Abschluss des Südflügels die Bauarbeiten beendet. Parallel zum Schlossbau ließ der Graf eine Wasserleitung mittels Holzrohren über Rauscheröd und Schlott zum Schloss bauen. Diese war bis Anfang des 19. Jahrhunderts intakt und in Betrieb.
Graf Joachim plante die neu errichtete Burg im Jahr 1576 mit einer neuen und standhaften Ringmauer zu ertüchtigen. Diese sollte im Süden durch zwei Rondelle an den Ecken und im Norden mit zwei Bastionen und einem tiefen Halsgraben gesichert sein. Des Weiteren sollte eine weitere Bastion in der Mitte der Ostseite diese Flanke absichern. Aufgrund der anhaltend sich verschlechternden Finanzlage des Grafen im Kampf um die Reichsunmittelbarkeit kam es nicht zum Bau dieser Verteidigungsanlagen. Den Rittersaal im Nordflügel konnte er allerdings noch mit einer wappengezierten und reich bemalten Kassettendecke ausstatten. Bei den Wappen handelte es sich um Joachims und seiner Ehefrau Lucia von Limpurgs Wappen und der jeweiligen Verwandtschaft. Teile der Innenausstattung wurden dabei vom Bildhauer Hans Pötzlinger errichtet. Die Fertigstellung des Saales im Südflügel blieb Joachim aber verwehrt.

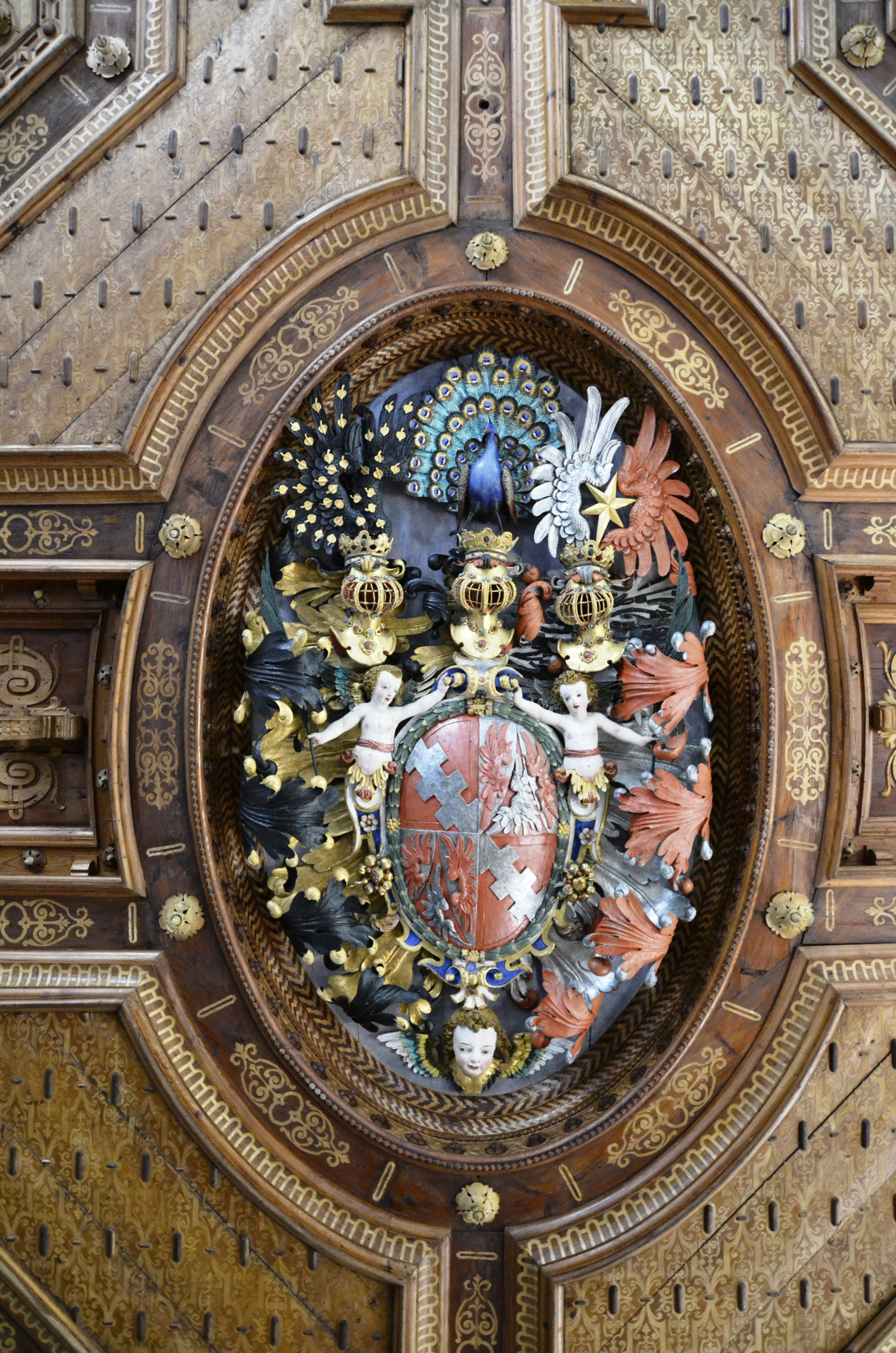
Herzstück der Schlossdecke, das Ortenburger Wappen

Graf Friedrich Casimir vollendete im Jahre 1628 den Saal im Südflügel, indem er eine von ihm entworfene, mit Intarsien aus fünf Holzarten außerordentlich reich gegliederte und verzierte Holzkassettendecke im Stile der Renaissance anbringen ließ. In der Mitte der Holzdecke prangt das prunkvoll gestaltete und bemalte Wappen der Ortenburger. Dieser Saal wurde anfänglich als Tafelsaal verwendet. Lange Zeit wurde angenommen, dass die Decke auf Verbindungen zu den Fuggern zurückgehe und ggf. von Meistern der Decke im Fuggerschloss Kirchheim errichtet wurde. Neue Forschungen haben ergeben, dass sich der Prototyp der Holzdecke wohl auf der Burg Trostburg in Südtirol befindet, auch dorthin hatten die Ortenburger Grafen zu jener Zeit familiäre Verbindungen. Um das Jahr 1630 ließ Friedrich Casimir einen prunkvollen Ziergarten nach italienischem Vorbilde östlich des Schlosses errichten. Im südlichen Teil der Anlage wurde ein Tiergarten untergebracht.

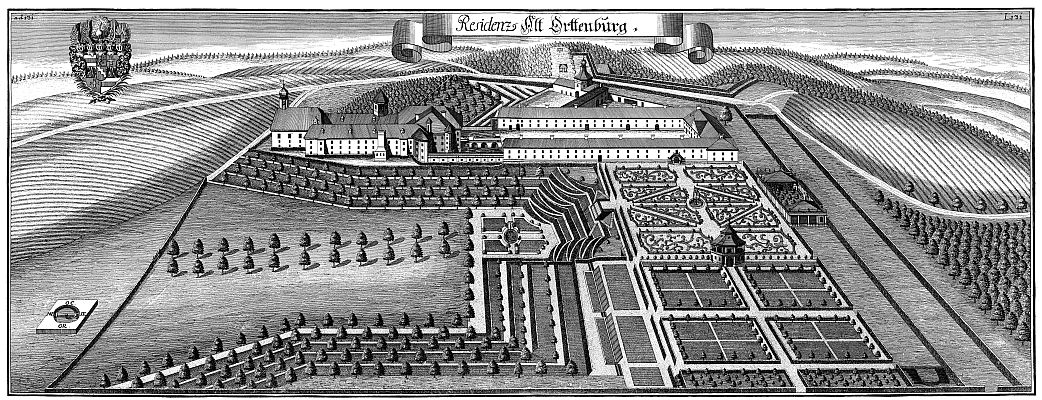
Schloss Alt-Ortenburg mit Prunkgarten des 17. Jahrhunderts auf einem Kupferstich von Michael Wening

Es ist anzunehmen, dass es Graf Christian war, der den prunkvollen Tafelsaal Ende des 17. Jahrhunderts in eine Kapelle umgestaltete. Ebenso ließ er weitere Verschönerungen im Schloss und im Innenhof anbringen. Auch die kostbaren Wandmalereien im Rittersaal, welche eine Scheinarchitektur mit den Göttern des Olymp darstellen, sind entweder auf ihn oder auf Graf Georg Philipp zurückzuführen. Letzterer war es auch, der den Ziergarten um das Jahr 1695 verschönerte und dem Stil des Barocks anpasste. Der Ausbau zum Schloss war somit vollendet.
Nach dem Wegzug der Grafen im Jahre 1806 wurde der Ziergarten brach liegen gelassen. Durch den Umzug des Rentamtes 1818 zurück nach Griesbach, wurde das Schloss nur noch als Getreidespeicher für das Gericht benutzt. Die Fresken im Rittersaal wurden dadurch schwer beschädigt. Auch wenn Graf Joseph Carl das Schloss 1827 wieder erwarb, wurde es nicht mehr bewohnt und bewirtschaftet. Ab 1910 bewohnte Hans Schellnhuber als Verwalter und Konservator das Schloss. Nach seinem Tod 1968 verfielen Schloss und Ziergarten wieder zusehends. Erst durch den Verkauf des Schlosses fanden zwischen 1971 und 1991 aufwendige Renovierungsarbeiten statt, wodurch einige Räume anschließend als Museum der Öffentlichkeit zugänglich gemacht wurden. In den Gewölben wurde eine Gaststätte eingerichtet und lange Zeit gab es im Ostflügel eine Pension, ehe sie die Besitzer aus Altersgründen schlossen. 1974 gründete Graf Alram von Ortenburg auf dem ehemaligen Gelände des Ziergartens, östlich des Schlosses, den Wildpark Ortenburg.
Nach der Renovierung erstrahlte der Innenhof und die Außenfassade des Schlosses wie neu. Der Innenhof wurde wie zu Zeiten Graf Christians gestaltet und ist teilweise mit Arkaden versehen und mit Fresken reich geschmückt. Die Farben der Holzkassettendecke im Rittersaal sind inzwischen leider zum Großteil verwittert. Ebenso war die kostbare Scheinarchitektur sichtlich der Verwitterung stark ausgesetzt.
Mitte der 1990er Jahre wurde der etwa 900 Jahre alte Brunnen vor dem Portal des Schlosses für 5000 Mark renoviert und instand gesetzt.
2004 fanden im Wildpark Grabungen statt. Zur Überraschung fand man dabei über ein ehemaliges Nebengebäude des Ziergartens heraus, dass es sich hierbei nicht um ein vermutetes Theater oder Baumschule handelte, sondern um ein „abschlagbares Pomeranzenhaus“. Es gehörte zum seltenen Gardasee-Typus, dessen Existenz in Deutschland hier erstmals belegt wurde. Eine Rekonstruktion des Pomeranzenhauses ist seither geplant.
In den Jahren 2006 und 2007 fanden am Dachstuhl des Schlosses große Renovierungs- und Reparaturarbeiten statt. Diese waren aufgrund eines Konstruktionsfehlers und der daraus bedingten Instabilität des Dachstuhls notwendig geworden. Ebenso wurde die kostbare Renaissance-Holzkassettendecke der Kapelle vom Dachstuhl abgehängt und stabil befestigt. Im Winter 2007/2008 wurden an der Decke weitere Renovierungs- und Konservierungsarbeiten durchgeführt.

## Bilder

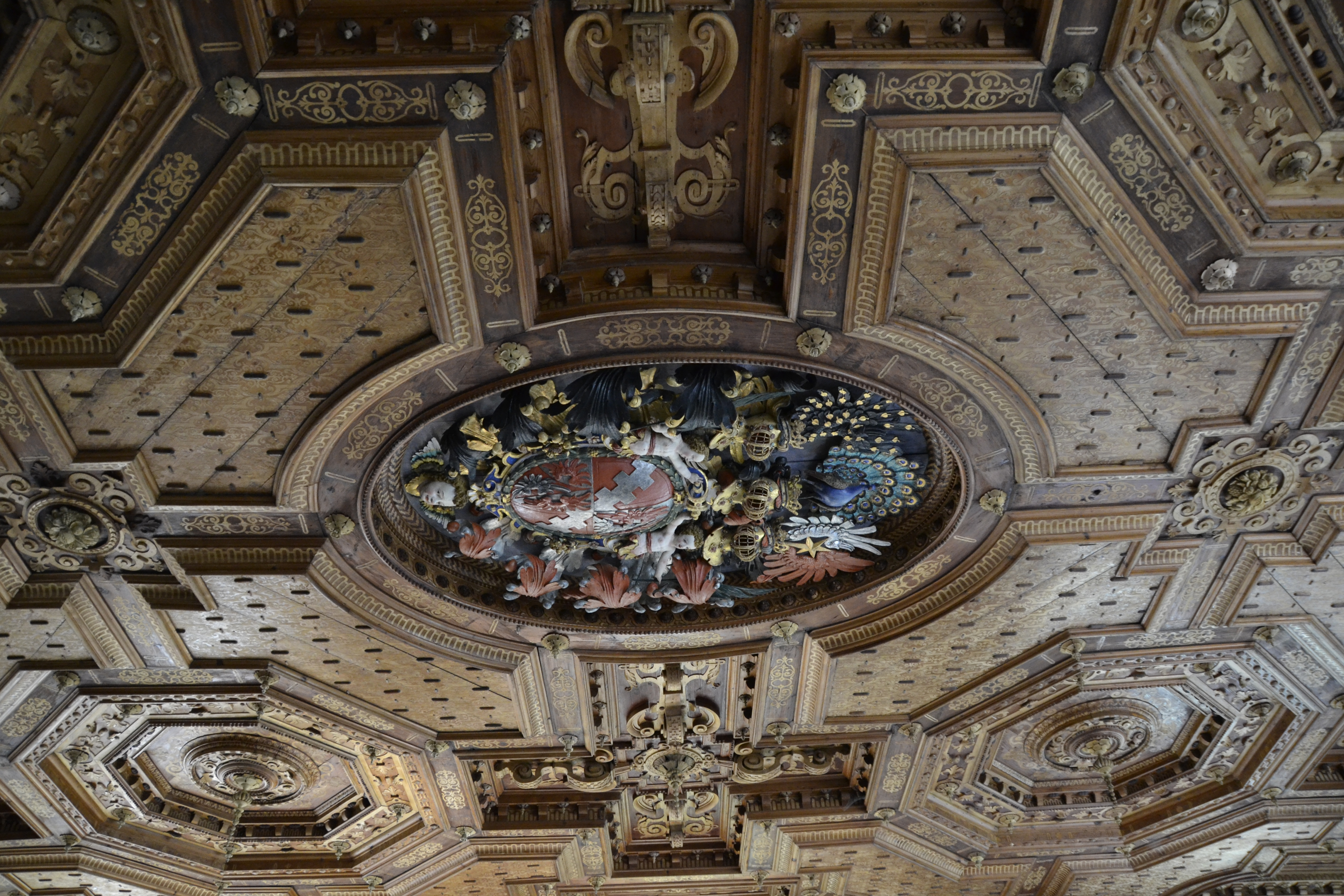
Ausschnitt aus der prunkvollen Holzkassettendecke der Schlosskapelle
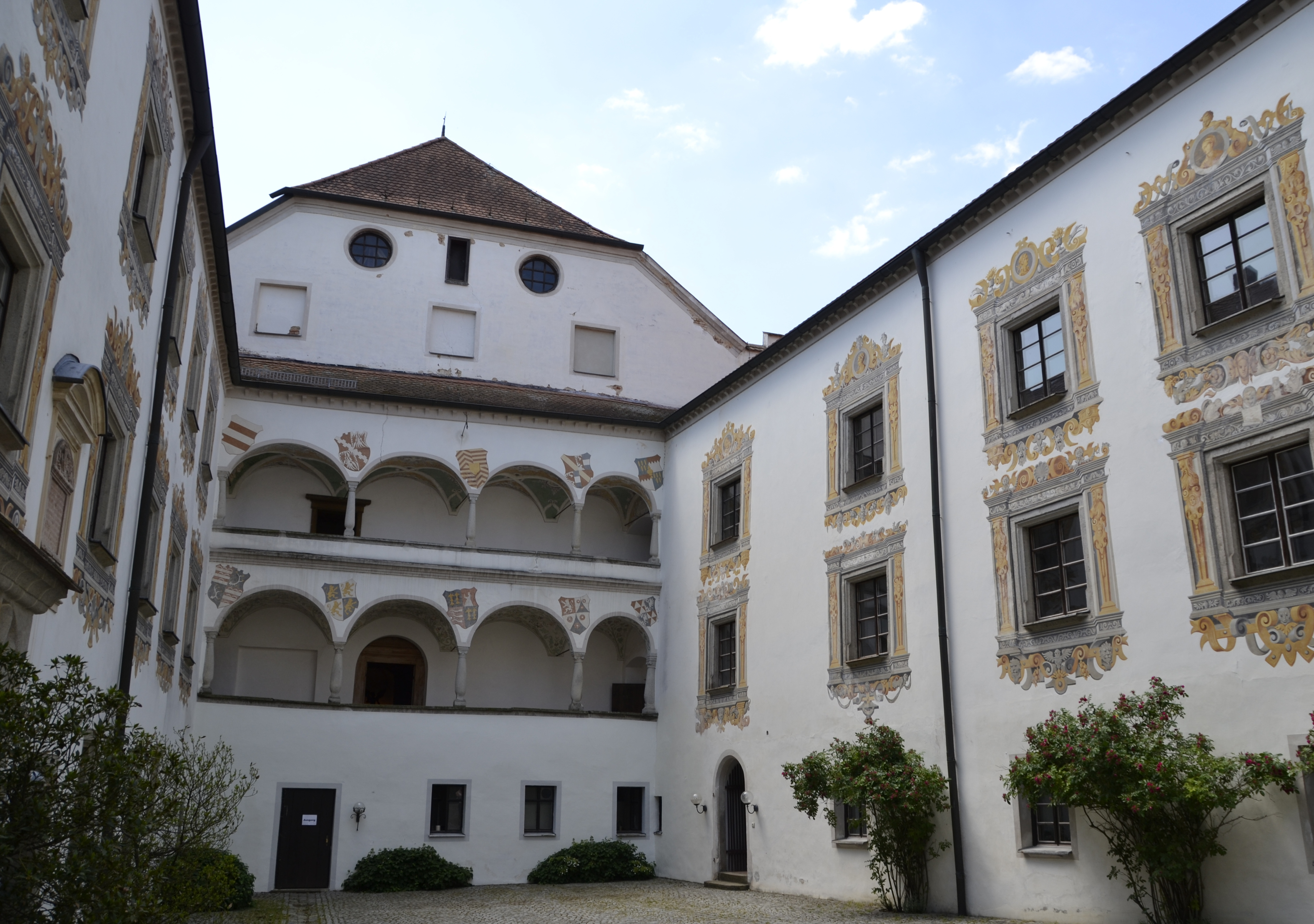
Teilansicht des Schlosshofes, Blickrichtung Süden
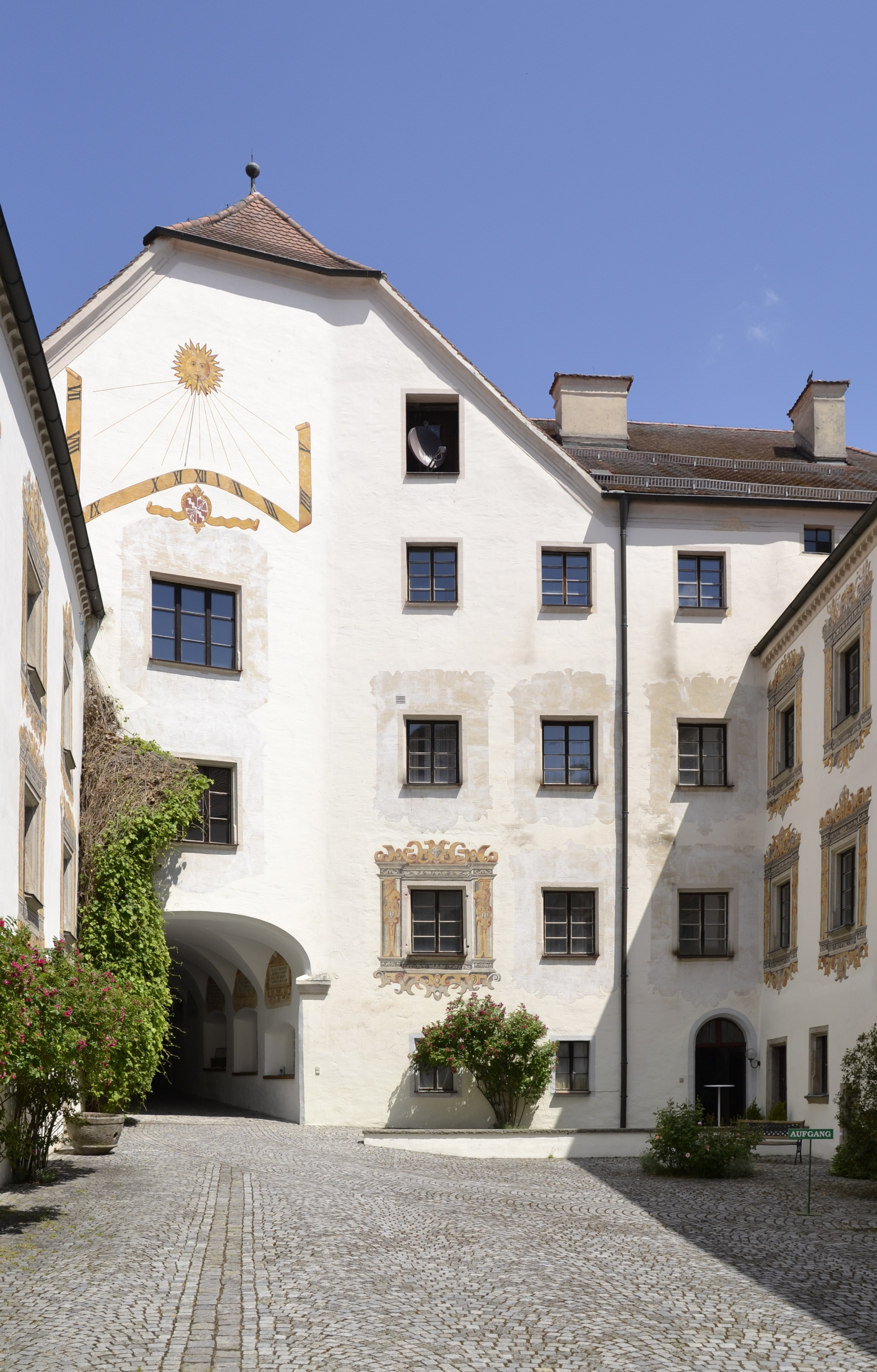
Teilansicht des Schlosshofes, Blickrichtung Norden
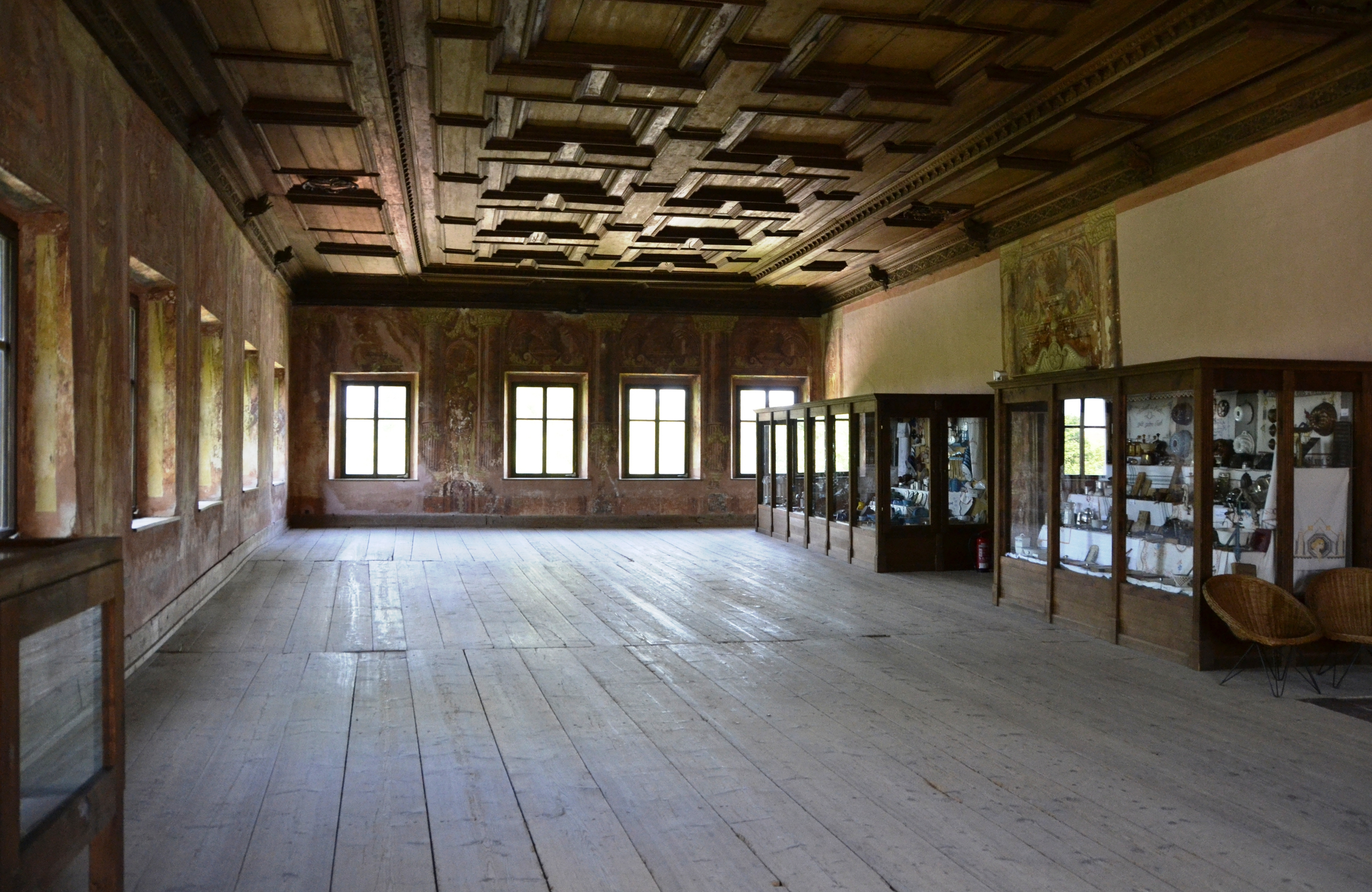
Rittersaal mit prunkvoller Holzkassettendecke und Wandmalereien
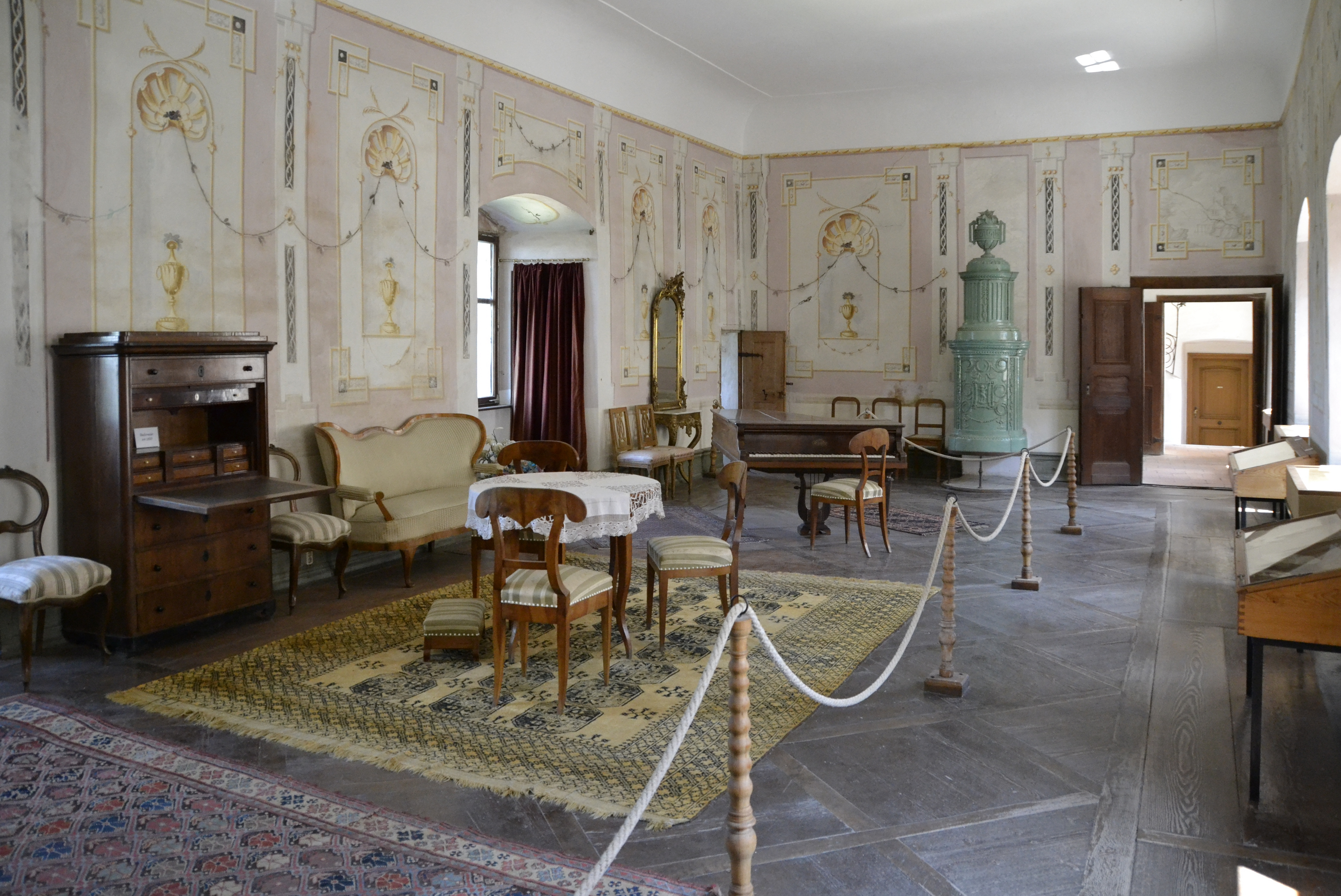
Graf-Rudolf-Zimmer